# Stanislas Benoist-Méchin
Pour les articles homonymes, voir Jacques Benoist-Méchin, Benoist et Méchin.
Stanislas Lucien Alfred Gabriel Benoist-Méchin (Chinon, 6 avril 1854 - Paris, 6 mai 1923) est un explorateur français.

## Biographie
Gabriel Benoist-Méchin, né Benoist et autorisé par décret du 27 juin 1874 à relever le nom de Méchin, est le fils d'Alfred Benoist (1814-1872), receveur des finances, lui-même fils de Jacques-Gabriel Benoist (1784-1851), minotier, conseiller général de la Seine et maire de Saint-Denis, colonel de la Garde nationale, officier de la Légion d'honneur] et de Marie-Élisabeth Méchin, fille du baron Alexandre Méchin qui fut préfet impérial.
Il visite en 1873-1874 l'Asie du Sud en compagnie de deux amis, Gouy d'Arsy et G. Jeannel. Il voit ainsi Ceylan et Java, chasse l'éléphant dans la presqu'île de Malacca et voyage de Tien-Tsin à Pékin. Par un fait du hasard, les trois hommes parviennent à la Légation de France, le même jour, en mai 1874, que le voyageur Victor Meignan. 
De 1879 à 1883, Stanislas Benoist-Méchin séjourne en Chine et au Japon avec le comte de Mailly-Chalon. Les deux voyageurs visitent alors l'Indochine, parcourent la Sibérie (1880), la Mandchourie (1881) puis de nouveau la Sibérie (1882). En 1883, ils voyagent dans le Turkestan, passe à Khiva, Boukhara et Merv avant de gagner la Perse où ils visitent Méched et Téhéran. 
Mort en 1923, il est inhumé dans le caveau familial au cimetière du Père-Lachaise (9e division).
Il est le père de l'historien et collaborateur Jacques Benoist-Méchin (1901-1983).

## Publication
- Voyage à travers le Turkestan, Bulletin de la Société de géographie, 1885, p. 25-55